# 야리쇼기

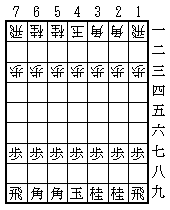

야리쇼기'(槍将棋, Yari shogi)는 1981년 크리스티안 프레일링(Christian Freeling)이 발명한 변형 쇼기이다.

## 같이 보기
- 변형 쇼기